# Marie-France Garaud
Marie-France Garaud (* 6. März 1934 in Poitiers als Marie-Françoise Quintard; † 22. Mai 2024 in Saint-Pompain, Deux-Sèvres) war eine französische Juristin, Beamtin und konservative Politikerin.

## Privates Leben
Marie-Françoise Quintard war die Tochter von Marcel Quintard, einem Rechtsanwalt und Generalrat. Sie besuchte eine Ordensschule in Poitiers und lernte Latein, Altgriechisch und Klavier. An der Universität von Poitiers erwarb sie 1954 ein Diplom in Privatrecht, öffentlichem Recht und Rechtsgeschichte.
1959 heiratete sie den Juristen Louis Garaud (1929–2001). Sie hatten zwei Kinder, Jean-Yves und Christophe. Das Ehepaar erwarb das Château des Moulières in Saint-Pompain, wo sie bis zu ihrem Lebensende wohnte.

## Berufliche Laufbahn
Nach ihrer Zulassung als Rechtsanwältin in Poitiers im Jahre 1954 begann sie ihre berufliche Laufbahn in einer Anwaltskanzlei, wo sie kleine Fälle bearbeitete. Von 1957 bis 1960 war sie Rechtsattaché im Marineministerium.

## Beraterin des Ministers und des Präsidenten
Garauds politische Laufbahn begann 1961. Jean Foyer, der ihr Jura-Professor an der Universität gewesen war, wurde zum Minister für Zusammenarbeit ernannt. Er rekrutierte sie als parlamentarischen Attaché. Als Verantwortliche für die Beziehungen zwischen dem Minister und den Parlamentariern baute sie ein umfangreiches Netzwerk in beiden Kammern auf. Als Foyer Justizminister wurde, wurde Garaud Projektleiterin und schloss eine Freundschaft mit Simone Veil.
1967 wurde Foyer aus seinem Amt entlassen. Der Präsident der Nationalversammlung Jacques Chaban-Delmas weigerte sich, Garaud einzustellen, und sie bemühte sich um eine Anstellung beim Berater von Premierminister Georges Pompidou, Pierre Juillet. Sie unterstützte Pompidou dabei, sich auf die Präsidentschaftswahlen 1969 vorzubereiten, indem sie ihm half, die Gerüchte über die Marković-Affäre zu entkräften. Sie war Mitautorin eines Buches über Pompidou, um das öffentliche Bild des Kandidaten zu prägen.
Als Georges Pompidou 1969 zum Präsidenten von Frankreich gewählt wurde, wurde Garaud zur politischen Beraterin des Präsidialamtes ernannt und fungierte als „graue Eminenz“ (eminence grise). Im Jahr 1972 bot Pompidou ihr an, sie in die Regierung zu berufen, was sie ablehnte. Sie behielt ihre Position, bis sie kurz vor dem Tod Pompidous zum Mitglied des Rechnungshofs ernannt wurde. Die Zeitschrift Newsweek bezeichnete sie 1973 als die „mächtigste Frau Frankreichs“.
Während des Wahlkampfs für die Präsidentschaftswahlen 1974 versuchte Garaud Jacques Chaban-Delmas als Präsidentschaftskandidaten der gaullistischen Parteien zu verhindern, da sie seine Idee einer „Neuen Gesellschaft“ für zu progressiv und daher gefährlich hielt. Sie drängte vergeblich Pierre Messmer zu einer Kandidatur. Sie rekrutierte Mandatsträger aus den Reihen der Gaullisten, die bereit waren, sich von Chaban-Delmas zu trennen. 43 von ihnen, darunter auch Chirac, unterzeichnen den Aufruf, sich implizit für Giscard zu engagieren. Nach der Wahl von Valéry Giscard d’Estaing bot er ihr einen Posten als Botschafterin an, den sie ablehnte, um inoffizielle politische Beraterin von Jacques Chirac zu werden. Sie verwaltete seine Agenda, seine Sitzungen und war bei fast allen Treffen anwesend.
Als Chirac von seinem Amt als Premierminister zurücktrat, ermutigte Garaud ihn, als Bürgermeister von Paris zu kandidieren.
Im Vorfeld der Europawahlen 1979, den ersten direkten Wahlen zum Europäischen Parlament, führte Garaud die Kampagne, indem sie die gaullistische und euroskeptische RPR als patriotische Partei präsentierte, die sich für die französische Souveränität einsetze, während die liberale und europhile UDF von Giscard ausländischen Interessen diene. Ihre Wortwahl wurde dabei vielfach kritisiert. Nach dem Misserfolg der RPR bei den Europawahlen, bei denen die gaullistische Liste hinter die der UDF zurückfiel, wurde Garaud von Jacques Chirac aus seiner Entourage entlassen. Andere Quellen behaupten, dass Garaud Chiracs Gefolge aus eigenem Antrieb verließ, da sie an dessen Fähigkeit zweifelte, das Amt des Präsidenten der Republik zu übernehmen.

## Kandidatin für das Amt der Präsidentin
Garaud beschloss 1980, bei den Präsidentschaftswahlen 1981 zu kandidieren. Sie sprach zum ersten Mal im Radio auf Europe 1 darüber und griff Chirac an. Ihr Wahlkampfleiter war Pierre Arpaillange. Ihre Kampagne wurde teilweise von Sir Arthur Forbes finanziert, einem britischen Investor, der auch die Interessen des Ölimperiums Texaco und des Keksherstellers Nabisco verwaltete. Garaud hatte Mühe, weitere notwendige Sponsorengelder zu sammeln. Sie erhielt im ersten Wahlgang 1,33 % (386.623) der Stimmen und wurde damit Vorletzte der Wahl, vor Huguette Bouchardeau und 0,3 Prozentpunkte hinter Michel Debré.

## Nach 1981
1982 gründete Garaud das Institut International de Géopolitique (IIG), das die vierteljährlich erscheinende Zeitschrift Géopolitique herausgibt, und wurde dessen Präsidentin. Sie rückte näher an die sozialistische Regierung heran und wurde 1982 zweimal von Staatspräsident Mitterrand empfangen. Spâter kühlte sich ihr Verhältnis aber wieder ab.
Im Vorfeld des französischen Referendums über den Vertrag von Maastricht im September 1992 beschloss sie, sich an der Kampagne gegen den Vertrag zu beteiligen. Sie tat sich dazu mit den ähnlich gesinnten gaullistischen und rechtsliberalen Politikern Philippe Séguin, Pierre-Marie Gallois, Jean Foyer, Jacques Kosciusko-Morizet, Alain Griotteray und Philippe de Villiers zusammen. Letztlich wurde der Vertrag vom französischen Volk mit 51,1 % der Stimmen angenommen.
1998 wurde sie Oberrätin (conseiller-maître) am Rechnungshof, 1999 wurde sie zum Ehrenmitglied ernannt. Nach dem Tod ihres Mannes trat sie kurzzeitig seine Nachfolge als Juristin beim Staatsrat und beim Kassationsgerichtshof an.

## Mitglied des Europäischen Parlaments
Bei den Europawahlen 1999 wurde Garaud auf der von Charles Pasqua und Philippe de Villiers geführten RPF-Liste zum Mitglied des Europäischen Parlaments gewählt. Sie saß bis 2004 als fraktionslose Abgeordnete im Europäischen Parlament und war Mitglied des Rechtsausschusses.

## Positionen
Garaud stand Jacques Chirac sehr kritisch gegenüber, nachdem sie ihn mehrere Jahre lang unterstützt hatte. Sie soll über ihn gesagt haben: „Ich dachte, Jacques Chirac sei aus dem Marmor, aus dem Statuen gemacht werden, aber er ist in Wirklichkeit aus Steingut, aus dem Bidets gemacht werden“, eine Anspielung auf dessen Ehefrau Bernadette Chirac, deren Vater Manager einer Steingutfirma war.
Während ihres Präsidentschaftswahlkampfes 1981 forderte sie ein stärkeres Bündnis mit den Vereinigten Staaten, um äußeren Bedrohungen, insbesondere durch die UdSSR, zu begegnen. Später äußerte sie sich gegenüber den USA und der NATO allerdings sehr kritisch, so unterstützte sie Serbien während des Kosovo-Krieges. Sie setzte sich auch für die Wiedereinführung der Todesstrafe ein.
In allen Wahlen seit 1981 gab Garaud einen leeren Stimmzettel ab. 
1982 sagte sie über die Präsidentschaft von François Mitterrand, dass „es sehr gute Dinge gibt, die im Moment getan werden“. 2012 dachte sie wegen dessen EU-kritischer Haltung darüber nach, für Jean-Luc Mélenchon zu stimmen, änderte aber ihre Meinung. Sie stimmte 2017 für Marine Le Pen, die einzige Kandidatin, die ihrer Meinung nach nicht „mit Händen und Füßen von den Deutschen gefesselt ist“.

## Bücher
- 1992: De l’Europe en général et de la France en particulier, mit Philippe Séguin, Zeichnungen von Jacques Faizant, Le Pré aux clercs, coll. "Pamphlet" (ISBN 2-7144-2899-1)
- 1992: Maastricht, pourquoi non, Plon (ISBN 2-259-02561-7)
- 2005: Oser dire non à la politique du mensonge (editor), Le Rocher (ISBN 2-268-05498-5)
- 2006: The Feast of Fools: Who Killed the Fifth Republic?, Plon (ISBN 2-259-20259-4)
- 2010: Impostures politiques, Plon, coll. „Tribune libre“ (ISBN 978-2-259-21254-0)

## In Literatur und Film
- 1982: Parisgrad, ein fiktiver, politischer Roman von Jean Texel (Pseudonym von Paul Chantrel). Sie ist in der Figur der französischen Premierministerin (im Buch „Marie-Garance Ferraud“ genannt) zu erkennen, die nach der sowjetischen Invasion von den Besatzern zu Tode gefoltert wird.
- 2011: Mort d’un président von Pierre Aknine, gespielt von Florence Müller.
- 2013: La Rupture, ein Fernsehfilm von Laurent Heynemann, gespielt von Géraldine Pailhas.
- 2014: La Loi, le combat d’une femme pour toutes les femmes, ein TV-Film von Christian Faure, gespielt von Émilie Caen.
- 2021: La Surprise du chef, ein Roman von Joseph Macé-Scaron, éditions de L’Observatoire.